# (5931) Zhvanetskij
(5931) Zhvanetskij ist ein Asteroid des Hauptgürtels, der am 1. April 1976 vom sowjetisch-russischen Astronomen Nikolai Stepanowitsch Tschernych am Krim-Observatorium in Nautschnyj (IAU-Code 095), etwa 30 km von Simferopol, entdeckt wurde.
Der Asteroid wurde nach dem russischen Drehbuchautor, Schauspieler, Schriftsteller, Fernsehmoderator und Satiriker Michail Michailowitsch Schwanezki (1934–2020) benannt, der Mitglied im Schriftstellerverband der UdSSR war.